# Abordáž

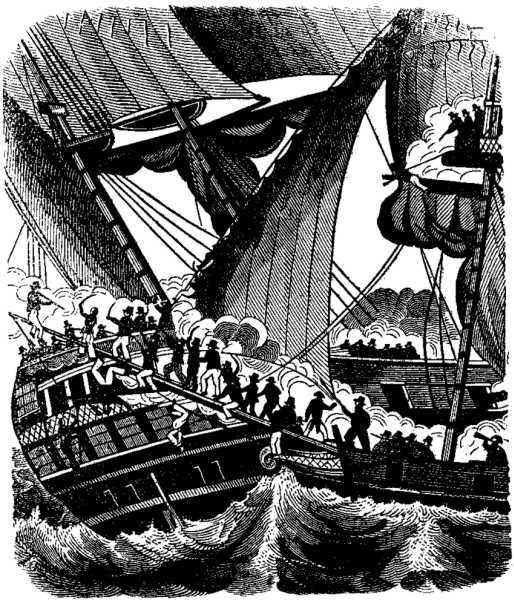
Ilustrace taktiky abordáže z knihy „The Pirates Own Book“ (autor knihy Charles Ellms).

Abordáž je pojem primárně z oblasti námořního boje, pěchotní útok na posádku plavidla soupeře na jejich palubě. Přeneseně se používá ve vědecké fantastice i pro vesmírná plavidla. Lze rozlišit dva typy:
- Srážku – pěchotní útok po úmyslné srážce způsobující poškození druhého plavidla, viz taran, někdy i za použití klounu jako mostku, viz havran. Cílem je především zničení nebo alespoň zneschopnění druhého plavidla, bez ohledu na kořist. Příklady jsou potopení lodi klounem ponorky ve filmu Vynález zkázy, anebo ve válečných sci-fi space operách jako ukázka nestandardní taktiky při soubojích kosmických lodí, podle hesla „Když tu nejsou dveře, tak si je uděláme!“
- Zahákování – pěchotní útok po přiražení bokem k boku, s cílem obsazení plavidla a zmocnění se nejen nákladu, ale i plavidla samotného. Byla to jedna z běžných taktik veslových a plachetních lodí už od starověku. Svůj význam postupně ztrácela s rozvojem střelných zbraní, především dělostřelectva, v jehož důsledku se vzdálenost mezi bojujícími loděmi stále zvětšovala. Z námořních bitev však nikdy zcela nevymizela, jak dokazuje případ jejího použití proti tankeru Altmark za druhé světové války (Incident Altmark) nebo i novodobého pirátství. Také bývá tato taktika popisována v dobrodružné literatuře o korzárech.